# Артур Расизаде
Артур Тајир оглу Расизаде (азер. Artur Tahir oğlu Rasizadə; рођен 26. фебруара 1935. у Ганџи) је премијер Азербејџана од новембра 2003. Практично је премијер од 1996. године са кратким прекидом током 2003. када је премијерску функцију вршио Илхам Алијев током преузимања власти од оца Хејдара Алијева.

## Биографија
Артур Расизаде се родио 26. фебруара 1935. у Кировабаду (данас Ганџа) у породици учитеља. Његов отац, Тајир Мамед огли Расизаде је погинуо 1942. године у Другом светском рату. Артур Расизаде је 1952. завршио 4. средњу школу Ленкорања, а 1957. године нафтну академију Азербејџански индустријски институт М. Азизбеков, после чега је почео да ради као инжењер у Азербејџанском институту нафтне машинопроизводње. Расизаде је 1973. постао заменик директора научног рада тог института. Расизаде је 1977. постављен за директора Азербејџанског института машинопроизводње. У периоду од 1978. до 1981. радио је у Госплану, државном комитету за израду петогодишњих економских планова, Азербејџанске ССР..
Први заменик председавајућег Савета министара Азербејџанске ССР је био од 1986. до 1992. где је надгледао енергетску, машинску и нафтнохемијску индустрију. Маја 1996. постављен је за заменика председника Владе Азербејџана. Вршилац дужности председника Владе Азербејџана је постао 20. јула 1996. уместо Фуада Гулијева а 26. новембра исте године је постао пуноправни премијер. Позивајући се на здравствене проблеме уступио је место премијера Илхаму Алијеву 4. августа 2003. Поново је постављен за премијера 4. новембра 2003.

## Ордени
- Орден „Части“ (Азербејџан)[3]